# Palaeopsylla minor
Palaeopsylla minor är en loppart som först beskrevs av Dale 1878.  Palaeopsylla minor ingår i släktet Palaeopsylla och familjen mullvadsloppor. Inga underarter finns listade i Catalogue of Life.